# 香港蜑家人
香港蜑家人是指居於香港的蜑家人，靠出海捕魚維生。在香港未被英國割讓殖民地之前乃是小漁港開始，香港的水上蜑家人已經在香港生活多個世紀，他们讲粤语疍家话，只在船上生活以捕鱼维生。
他們居住於漁船上，停泊在避風塘內。香港的水上人把船大多又稱艇，亦把艇分為多種，包括：住家艇、漁艇、艇仔、艇戶。艇的演變過程由住家艇以至大漁艇，都在香港避風塘內經歷過香港轉變。

## 簡介
香港開埠後的早期，香港蜑家人主要是以捕魚維生。他們居住於漁船上，停泊在避風塘內。由於他們出海捕魚的需要，20世紀60年代至70年代漁民家庭的子女大多繼承上一代家業，因而不太重視讀書。有見及此，一些宗教團體便創立了「水上學校」，為避風塘的兒童提供教育。但近年香港的漁業式微，以及捕漁量比以前減少，大多數漁民已上岸生活，很多水上人的傳統逐漸消失。

## 語言
粵語蜑家話，語音與粵語廣州話很近似。
香港的英文名稱Hong Kong正是粵語蜑家話的音譯。皇家香港警察隊徽章也使用了阿群帶路圖。

## 名人
- 施娣：賭王何鴻燊的曾祖母
- 霍英東：香港已故左派資本家、中國政治協商會議副主席
- 吴木金：香港女工，素有“珍妮女工班”之称
- 吴亚娇：香港開埠初期的地主
- 郭晉安[2][3]：香港男演員、節目主持兼歌手，現為無綫電視藝人[4]